# Jacek Strzemżalski

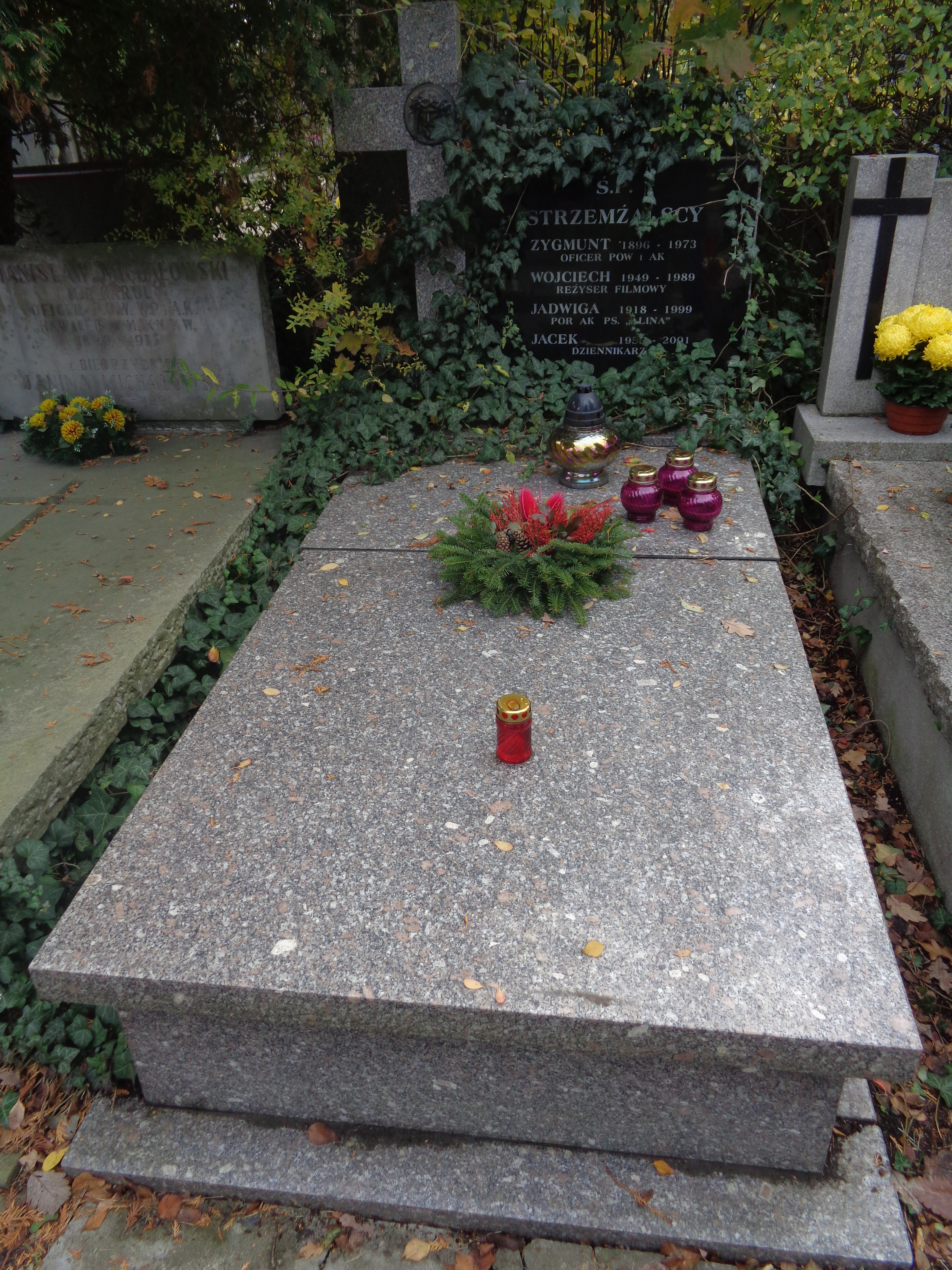
Grób Jacka Strzemżalskiego na Cmentarzu Wojskowym na Powązkach

Jacek Strzemżalski (ur. 10 sierpnia 1955 w Warszawie, zm. 15 maja 2001 tamże) – polski aktor i krytyk filmowy.

## Życiorys
W 1979 roku ukończył studia na Wydziale Wiedzy o Teatrze PWST w Warszawie. W latach 1983-88 pracował w Scenie na Piętrze w Poznaniu. Został pochowany na Cmentarzu Wojskowym na Powązkach (kwatera CII28-4-2).

## Filmografia
- 1977: Akcja pod Arsenałem − Gruby
- 1978: ...Gdziekolwiek jesteś panie prezydencie...
- 1979: Tajemnica Enigmy − pracownik zespołu kryptologów (odc. 3, 5 i 7)
- 1979: Sekret Enigmy − pracownik polskiego zespołu kryptologów
- 1979: Godzina „W” − bratanek Jackowskich
- 1980: Punkt widzenia − Gruby, kolega Włodka z uczelni
- 1980: Grzechy dzieciństwa − parobek
- 1980: Dzień Wisły − chłopak próbujący przedostać się na lewy brzeg Wisły
- 1980: Dom − warszawiak na stopniach pociągu (odc. 1)
- 1980: Ćma − nieznajomy
- 1980: Constans − kolega Witolda z pracy
- 1980: Ciosy − mechanik samochodowy
- 1980: Bajki na dobranoc − elektryk
- 1981: Wojna światów – następne stulecie − wnuk odprowadzający starca na pobranie krwi
- 1981: W obronie własnej − przyjaciel Krzysztofa
- 1981: Przypadki Piotra S.
- 1981: Limuzyna Daimler-Benz − kasjer w domu publicznym
- 1981: Filip z konopi − dostawca telewizora
- 1981: Debiutantka − mężczyzna na przyjęciu w domu Jerzego
- 1981: Był jazz − Arek
- 1982: Życie Kamila Kuranta − student Józef, współlokator Kamila (odc. 5 i 6)
- 1982: Punkty za pochodzenie − członek komisji egzaminacyjnej w szkole teatralnej
- 1982: Trzy plus jedna − malarz Jankowski
- 1983: Planeta krawiec
- 1983: Incydent na pustyni − student Franio Kot
- 1983: Alternatywy 4 − listonosz (odc. 6 i 9)
- 1984-1985: Zdaniem obrony − prokurator (odc. 3), oskarżyciel Korytki (odc. 4)
- 1984: Siedem życzeń − konik pod kinem (odc. 3)
- 1984: Lato leśnych ludzi − motocyklista (odc. 2-4)
- 1984: Hania − służący Franek
- 1985: Sceny dziecięce z życia prowincji − uczestnik prywatki
- 1985: Lustro − „Lufa”
- 1985: Ga, ga. Chwała bohaterom − strażnik więzienny
- 1985: Dziewczęta z Nowolipek − kolega dziewcząt
- 1986: Tulipan − Robert, właściciel salonu gier (odc. 1, 2)
- 1986: Ostatni dzwonek − pielęgniarz w izbie wytrzeźwień
- 1987: Dorastanie − nauczyciel, działacz Frontu jedności Narodu (odc. 2 i 6)
- 1987: Bez grzechu − redaktor TV
- 1988: Dekalog VIII − dozorca w kamienicy przy Nowakowskiego
- 1989: Sztuka kochania − Wypych, pacjent Pasikonika
- 1989: Rififi po sześćdziesiątce − „mecenas”, właściciel szulerni
- 1989: Konsul − pracownik zakładów
- 1990: Mów mi Rockefeller − członek komisji egzaminacyjnej
- 1991: Kuchnia polska − milicjant
- 1991: Kuchnia polska (serial) − milicjant (odc. 1)
- 1994: Jest jak jest − człowiek Bolesława Polany (odc. 3)